# Université de Likasi
L'université de Likasi (UNILI) est une université publique de la république démocratique du Congo, située dans la province du Haut-Katanga, ville de Likasi. À sa création, elle était une extension de l'université de Lubumbashi et s'appelait Centre universitaire de Likasi (C.U.L). Sa langue d'enseignement est le français.